# Декоративний пацюк
Декоративний пацюк — підвид і одомашнена форма сірих пацюків (лат. Rattus norvegicus f. domestica). З моменту одомашнення декоративних пацюків, було виведено багато їх різновидів, що характеризуються особливостями шерстяного покриву, загальної будови, кольорів і забарвлень, а також маркувань — плям білого кольору на основному забарвленні пацюка, частина з яких не стандартизована.
У XIX столітті в Англії були популярні битви щурів з тер'єрами, з 1856 року ці гризуни почали використовуватися в лабораторіях, а в наш час завойовують все більшу популярність як «тварини-компаньйони».
Середня тривалість життя пацюків становить 2–3 роки. Самці важать у середньому 400—650 грамів, самки — 250—450 грамів. Самці частіше бувають спокійними, самки ж більш активні та грайливі.

## Історія одомашнення сірих щурів

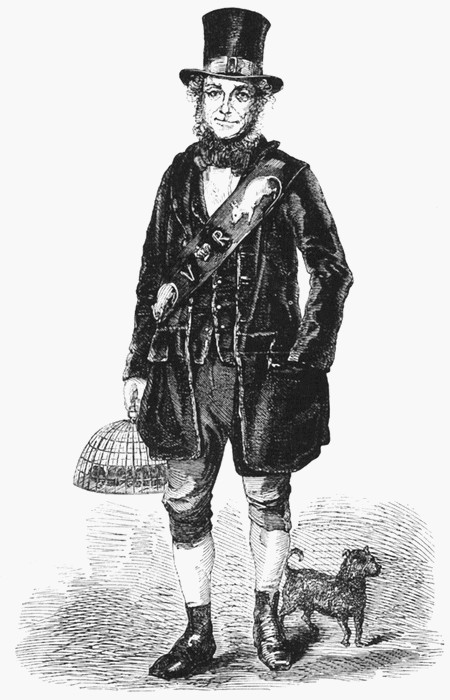
Джек Блек

Життя людей і щурів тісно переплелися в той час, коли людина навчилася вирощувати і зберігати зерно. У людей ці гризуни знайшли найкращі умови для життя, бо їм стало легше добувати собі прожиток. Слідуючи за людьми, щури поширилися по всіх континентах, а їх спільноти стали складніше організовані.
У XVIII столітті сірі пацюки прийшли з Китаю в Європу, і завдяки великим розмірам й агресивності швидко витіснили чорних щурів. Незабаром в Англії почали організовуватися змагання між щурами і тер'єрами. Для їх проведення відловлювали кілька сотень сірих щурів і поміщали у велику яму з прямовисними стінами, якими ті не могли вибратися.

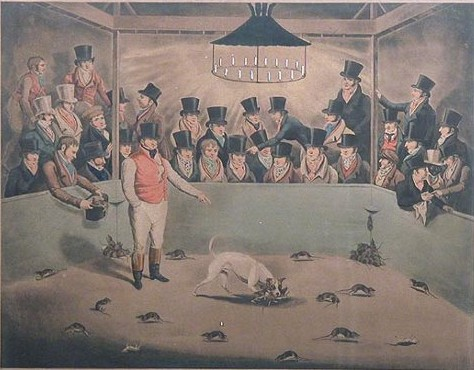
Битва між щурами і собакою

Щуролов Джек Блек ловив і труїв щурів на вулицях Лондона, а альбіносів зберігав як дивовижних тварин. Згодом він зайнявся розведенням щурів й отримав кілька нових забарвлень (альбіноси, чорні, фавни та сірі) і різновидів маркувань. Разом із Джиммі Шоу (господарем місця боїв) у 1840—1860-х роках він продавав декоративних щурів «молодим леді для утримання в білячих клітинах».

### Лінії лабораторних щурів
Сірі пацюки стали одними з перших лабораторних тварин. Імовірно, щури використовувалися в експериментах і до XIX століття. Тим не менш, вони вперше згадуються як піддослідні тварини в 1856 році, коли у Франції були опубліковані результати проведеної на них роботи щодо адреналектомії. У 1877—1885 роках вчені почали експерименти з розведення пацюків-альбіносів і схрещування їх із дикими щурами. Незабаром альбіносів привезли у Філадельфію. Там, близько 1906 року, була створена перша аутбредна лінія щурів, названа Вістар (англ. Wistar або WISTARAT), за назвою інституту. Вона і зараз залишається однією з найпоширеніших. На основі Вістар були виведені такі лінії, як Спрег Доулі (англ. Sprague-Dawley) і Лонг-Еванс (англ. Long-Evans). Перша з них з'явилася у 1925 році в однойменному розпліднику Sprague-Dawley в штаті Вісконсін. Друга — Лонг-Еванс — була отримана шляхом схрещування сірих пацюків і щурів лінії Вістар Джозефом Лонгом і Гербертом Евансом (звідси й назва). У щурів цієї лінії є чорний або коричневий капюшон.
Щури лінії Цукер (англ. Zucker) були виведені для вивчення ожиріння та артеріальної гіпертензії. Вони бувають худими (домінантна ознака) або страждають ожирінням (рецесивна ознака), досягають ваги 1 кг та мають високий рівень ліпідів і холестерину у крові.

### Перші організації
У 1901 році на прохання міс Мері Дуглас в англійський Національний Клуб Миші (NMC) були включені щури, тоді ж для них заснували перші стандарти. Незабаром щури брали участь у NMC Aylesbury Town Show. До 1912 року до щурів з'явився інтерес і назву клубу офіційно змінили на National Mouse and Rat Club. Але 1921 року, після смерті міс Дуглас, популярність декоративних щурів знизилася, а в 1929 році клуб опустив слово «щур» з назви.
Протягом наступних 45 років інтерес до декоративних щурів був постійним, але невеликим. До січня 1976 року ентузіасти не мали достатньої підтримки для створення клубу. Національне товариство Декоративних Щурів стало першою в історії повністю щурячою організацією. Воно встановило стандарти та стало проводити регулярні виставки, завдяки чому інтерес до декоративних щурів зріс, а також були знайдені й стандартизовані багато різновидів декоративних щурів.

### Декоративний щур в США

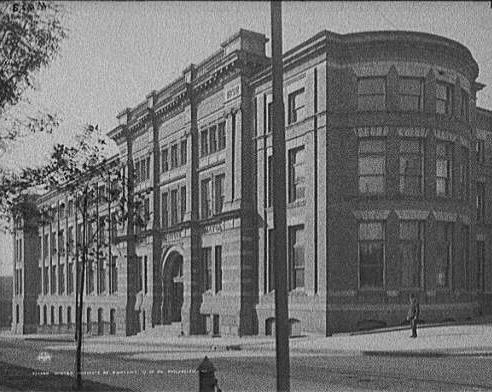
Інститут Вістар

1906 року у Філадельфії була заснована перша лінія лабораторних щурів-альбіносів, що отримала назву за географічним принципом — лінія Вістар. Вона існувала до 1950 року й дала початок іншим лініям лабораторних щурів (не тільки альбіносів). Перший американський клуб — Асоціація селекціонерів мишей і щурів — з'явився в США в 1978 році, а через 5 років виникла Американська Асоціація любителів декоративних мишей і щурів (англ. American Fancy Rat & Mouse Association, AFRMA). Перші різновиди були привезені з Англії, але згодом фахівці почали виводити власні.
Згодом інтерес до декоративних щурів як до домашніх тварин значно збільшився. Вони стали популярнішими, а в різних країнах світу є клуби любителів щурів.

## Відмінності від диких щурів
У той час, як декоративні щури дуже схожі зі своїми дикими родичами, між ними є істотні відмінності. Найпомітніша — зовнішній вигляд. Випадкові мутації (в основному із забарвленням) можуть відбутися в дикій місцевості, але вони рідкісні[джерело?].
Декоративні щури спокійніші й менш агресивні до людини завдяки селекції і, як наслідок, постійному відбору виробників із потрібним набором поведінкових якостей. Однак декоративні щури, як і будь-які інші домашні тварини, можуть здичавіти, і за кілька поколінь у природних умовах їхні поведінка й ставлення до людини можуть не відрізнятись від диких. Із цим феноменом регулярно доводиться стикатися любителям щурів, які займаються виловом колоній або сімей декоративних пацюків, які опинилися на вулиці[джерело?].
У декоративних щурів більші маса тіла й плодючість. Вони менше побоюються нових продуктів, мають спокійнішу реакцію на світло й звук та менш розвинену неофобію. Дикі щури ведуть переважно нічний спосіб життя, іноді вирушають вдень на пошуки їжі, своєю чергою в одомашнених щурів це не так виражено. У бійці дикі щури видають різкіші крики, ніж домашні.
Одомашнені щури живуть довше, ніж дикі. Це пов'язано з тим, що декоративні щури захищені від хижаків, у них завжди є доступ до їжі, води, укриття та ветеринарного обслуговування. Середня тривалість життя складає приблизно 2-3 роки, на відміну від диких, які в середньому живуть менше 1 року. У диких щурів більші мозок, серце, печінка, нирка і наднирники. Тим не менш, декоративні щури, так само як і дикі, схильні до безлічі різних захворювань, серед яких особливе місце займають респіраторний синдром мишоподібних гризунів (респіраторні захворювання різної етіології), а також різні новоутворення (пухлини молочних залоз, головного мозку тощо).

## Генетика
Щури мають хромосомний набір 2n = 42 і приблизно 25 тисяч генів.
Забарвлення щура залежить від пігментів у його шерсті. Це в основному еумеланін (чорний і коричневий кольори) і феомеланін (жовтий і червоний кольори). У забарвленні щура велику роль грають розподіл і компактність пігменту на волосяному покриві, що своєю чергою диктується різними генами з різних локусів. Кожен локус відповідає за своєрідний ефект пігменту шерсті, а всі локуси показують, як щур буде виглядати.
Нові забарвлення, маркування та різновиди з'являються в результаті мутацій. Деякі з них негативно позначаються на здоров'ї декоративних щурів. Прикладом цього є агангліонарний мегаколон, що з'являється у щурів внаслідок неправильної міграції пігментних клітин. До щурів з порушеною міграцією не належать альбіноси, клітини яких взагалі позбавлені пігменту.

## Різновиди декоративних щурів
Будь-який щур може бути визначений за кількома характеристиками: забарвлення, маркування і тип шерсті, а також особливостями нестандартної статури. Деякі назви шерстяного покриву й забарвлення щурів були запозичені у кішок і собак (наприклад: сфінкси, рекси, хаскі, сіами й т. ін.).
Загалом у декоративних щурів можливі досить специфічні класифікації, наприклад, англ. Ruby Eyed Cinnamon Berkshire Dumbo Rex характеризує:
- Ruby Eyed (рубіновоокий) — колір очей;
- Cinnamon (цинамон) — забарвлення;
- Berkshire (беркшир) — маркування;
- Dumbo (дамбо) — вуха;
- Rex (рекс) — шерсть.

### Колір шерсті та очей
Поруч із «агуті», забарвленням диких пацюків, було виведено безліч інших забарвлень. Зараз зустрічаються щури абсолютно різних кольорів, які можуть бути різних відтінків білого, рудого, коричневого, чорного, сірого. Є також сіамські й гімалайські щури.

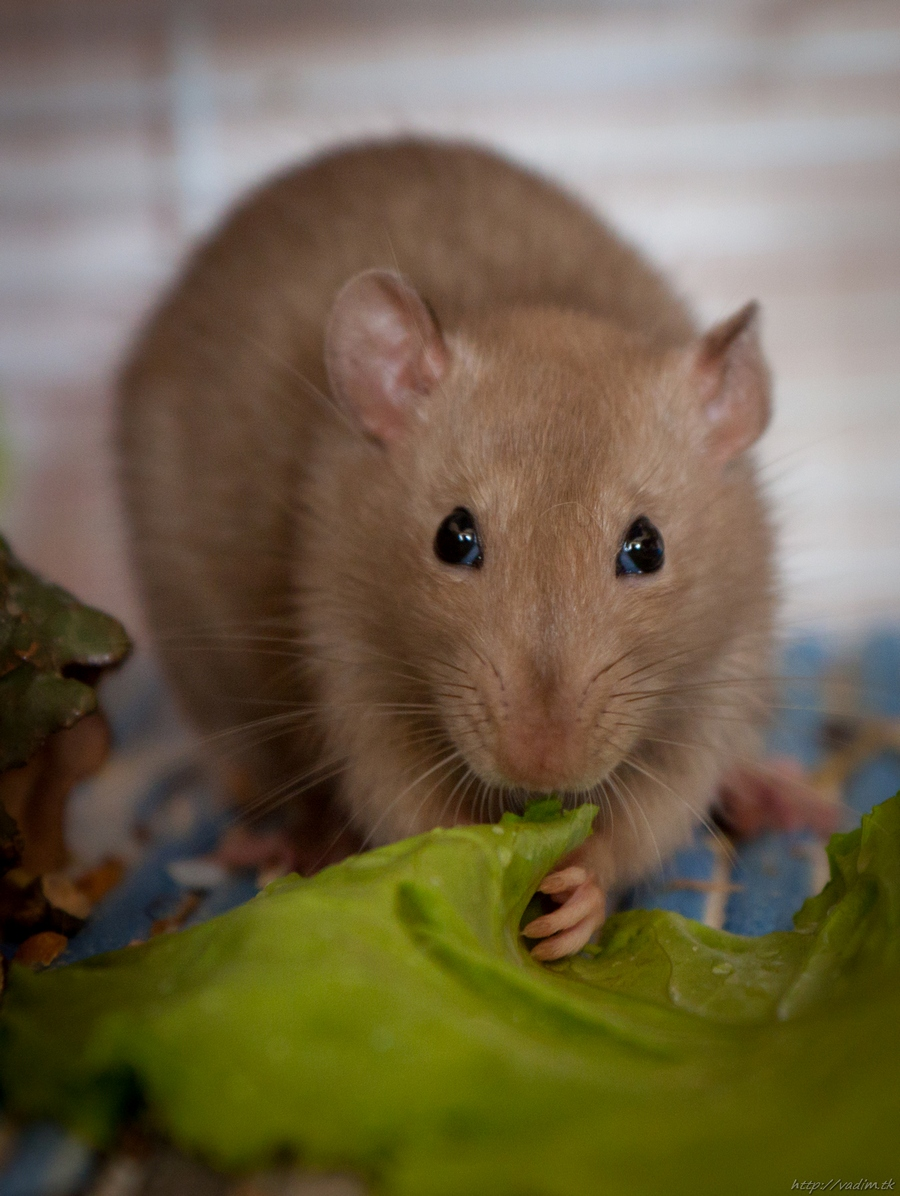
Щур забарвлення бурмиз

Очі щурів можуть бути червоними (pink), чорними (black), рубіновими (ruby) або різними (Odd-eye) (одне око червоне, а інше чорне або рубінове). Рубінові очі, на перший погляд, можуть здатися чорними. Щури з червоними й рубіновими очима бачать гірше, ніж їхні чорноокі родичі. Іноді, щоб розглянути якісь предмети, вони крутять головою.

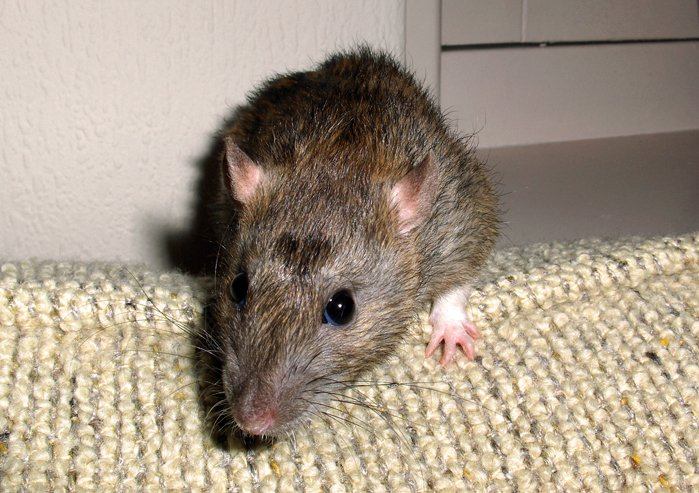
Щур агуті стандарт

Нові щурячі забарвлення з'являються внаслідок мутацій, у більшості випадків рецесивних. Найчастіше це відбувається при комбінації відомих генотипів, а інколи — при модифікації вже наявних забарвлень. Чорний окрас — перша зміна забарвлення пацюків. Є дві групи мутацій, унаслідок яких змінюється забарвлення щурів:
- до першої належать ті, які блокують утворення пігментних зерен, унаслідок чого утворюються ділянки білої шерсті,
- до другої належать мутації, які змінюють властивості пігментних зерен.

#### Триколірний щур
Своїм забарвленням триколірні щури нагадують черепахових кішок. Крім білої шерсті, у них є плями двох інших кольорів, наприклад, сірих, бежевих і рудих. У різних джерелах згадуються лише декілька щурів із таким забарвленням. Перший — Соляріс, який народився в лютому 2002 року на Алясці у двох чорних щурів з маркуванням «капюшон». Інший триколірний щур з'явився на світ у травні 2006 року, його назвали Пиловою Мишею Сябу-Сябу. У Соляріса народилися тільки звичайні капюшони, трибарвних щурят в його потомстві не було. У Пилової Миші щурят не було взагалі. З цього випливає, що ця ознака рецесивна.

#### Секції

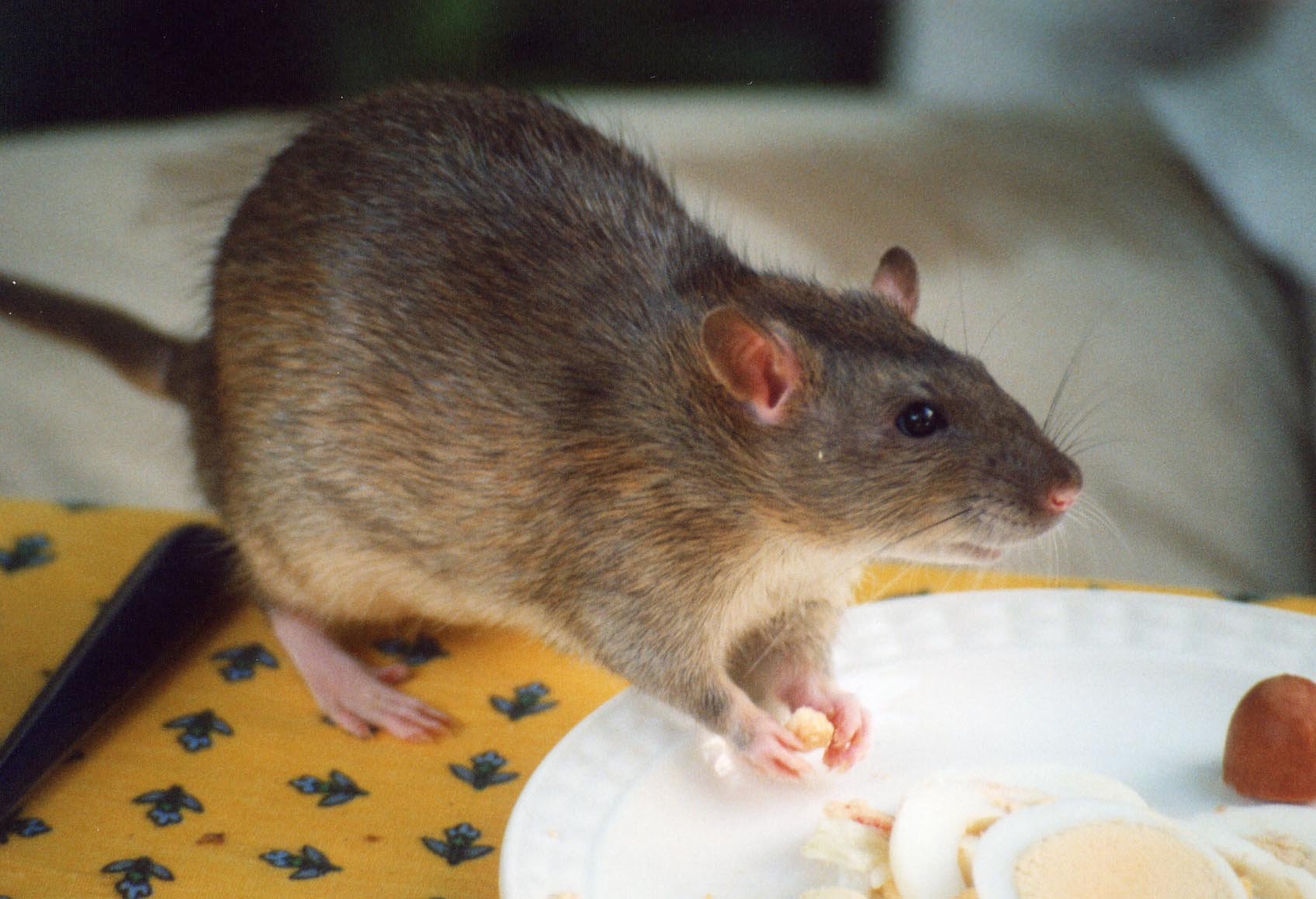
Щур із забарвленням агуті

За стандартом AFRMA будь-який щур (якщо він не лисий) входить в одну з 4 секцій:
- Однорідний (Self) — забарвлення однорідне по всьому тілу щура.
- Тикований (Ticked) — кожна волосина пофарбована в кілька кольорів. Найпоширеніше забарвлення секції — агуті, яким володіє більшість диких сірих щурів.
- Щур із забарвленням агутіКомбінований (Pointed) — забарвлення, що складається з декількох кольорів (крім білого).
- Сріблястий (Silvered) — шерсть складається з чергованих сріблястих і основних волосин.

У кожну з цих секцій входять різні забарвлення.

### Маркування

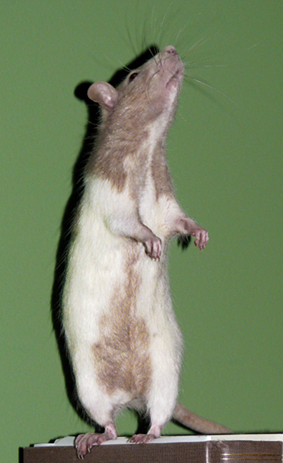
Маркування «Down Under»

Щур будь-якого забарвлення може мати на тілі малюнок з плям білого й будь-якого іншого кольору. Таких щурів називають маркованими (marked). Існує багато маркувань. Ось деякі з них:
- Англійський ірландський (English Irish) — на грудях білий трикутник, на передніх лапах «рукавички», а ступні задніх білі наполовину.
- Ірландський (Irish) — біла пляма на животі, на всіх лапах білі «рукавички», кінчик хвоста білий.
- Європейський плащовий (Berkshire) — біла пляма на животі й грудях, передні лапи білі наполовину, задні — до щиколоток, хвіст білий наполовину. Можлива наявність маленької плями на голові.
- Плащовий (Berkshire) — уся нижня частина тулуба біла, передні лапи білі до ліктя, задні — до щиколоток, хвіст білий наполовину. Можлива наявність білої плями на лобі.
- Блейз (Blazed Berkshire) — V-подібна біла пляма на мордочці, що починається від носа й досягає чола. Блейз охоплює зону вусів і звужується до точки між очима й вухами. Може поєднуватися з іншими маркуваннями.
- Капюшон (Hooded) — пофарбована частина (капюшон) покриває голову, шию, груди та плечі. Капюшон переходить в смужку, що йде уздовж спини до хвоста, третина якого біла.
- Кепковий (Capped) — верхня частина голови пофарбована, можлива біла пляма на лобі.
- Хаскі плащовий (Badger husky) — у цього маркування «чале» забарвлення. Нижня частина тіла й голови повністю біла. На голові блейз, а хвіст забарвлений повністю.
- Плямистий (Varigated) — голова й плечі пофарбовані, має бути пляма (на лобі) або блейз. Решта ділянок верхньої частини тіла щура білі з плямами. Нижня частина тіла біла.
- Масковий (Masked) — пофарбована тільки область навколо очей.
- Австралійський (Down Under або DU) — пофарбовані плями (якоїсь з існуючих маркувань) є і на животі, і на спині. Вперше щур із цим маркуванням з'явився в Сіднеї в 1998 році.

Якщо у щура однотонне забарвлення, він називається Self (з англ. суцільний).

### Різновиди з особливостями загальної будови

#### Хвости
Крім щурів із хвостами, бувають і безхвості (Manx або Tailless), які не можуть активно використовувати хвіст як терморегулятор, балансир та опору. У 1915 і 1917 роках у журналі Anatomical Record були опубліковані два наукові звіти про безхвостих щурів. Ці дослідження, названі «Безхвостість у щурів» і «Подальші спостереження за безхвостістю у щурів», були написані Сарою Конров з інституту Вістар. У них розповідається про дев'ять манксів, виведених з 71 500 тварин за 10 років. Багато перших англійських манксів мали фізичні проблеми, і NFRS заборонив показувати їх на своїх виставках.
14 лютого 1984 року у Сполучених Штатах народився перший щур без хвоста. Незабаром на шоу AFRMA були показані щури цього різновиду. Оскільки у них не було проблем зі здоров'ям, американська спільнота офіційно стандартизувала їх у листопаді 1993 року.

#### Форма вух

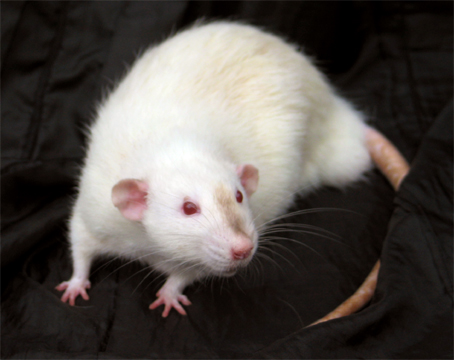
Щур з формою вух «дамбо»

За формою вух щури бувають:
- Стандартні (Standard) — з високо посадженими, не дуже великими, округлими вухами;
- Дамбо (Dumbo) — з більш округлими, ніж у стандартних щурів, вухами, які розташовані трохи нижче звичайного. Форма вуха може бути як кругла («блюдце»), так і злегка загострена («тюльпан»). Назву цей різновид отримала завдяки персонажу мультфільму Дамбо.

### Різновиди шерсті
У порівнянні з кількістю забарвлень і маркувань різновидів шерсті існує небагато, і не всі вони міжнародно стандартизовані. Найбільш поширеним є «Стандартний» тип шерсті, до якого належать щури з короткою гладкою і глянсовою шерстю. Шерсть самців може бути більш грубою і твердою, а шерсть самок м'якшою і тонкою. Є ще кілька стандартизованих типів шерсті:
- «Кучерявий» (Rex) — у щурів цього різновиду кількість остьових волосин знижена, їх шерсть більш щільна і груба, ніж у стандартних, все волосся, включно з вусами, в'ється.
- «Оксамитовий» (Velveteen) — більш м'якошерста варіація рексів.
- «Сатиновий» (Satin) — охоплює щурів із більш м'якою, тонкою і блискучою шерстю.

Крім того, існують щури з більш довгою шерстю, ніж у стандартних, цей різновид називається «Довгошерстий» (Longhair або Harley). Такі щури стали з'являтися у 2000-х роках.

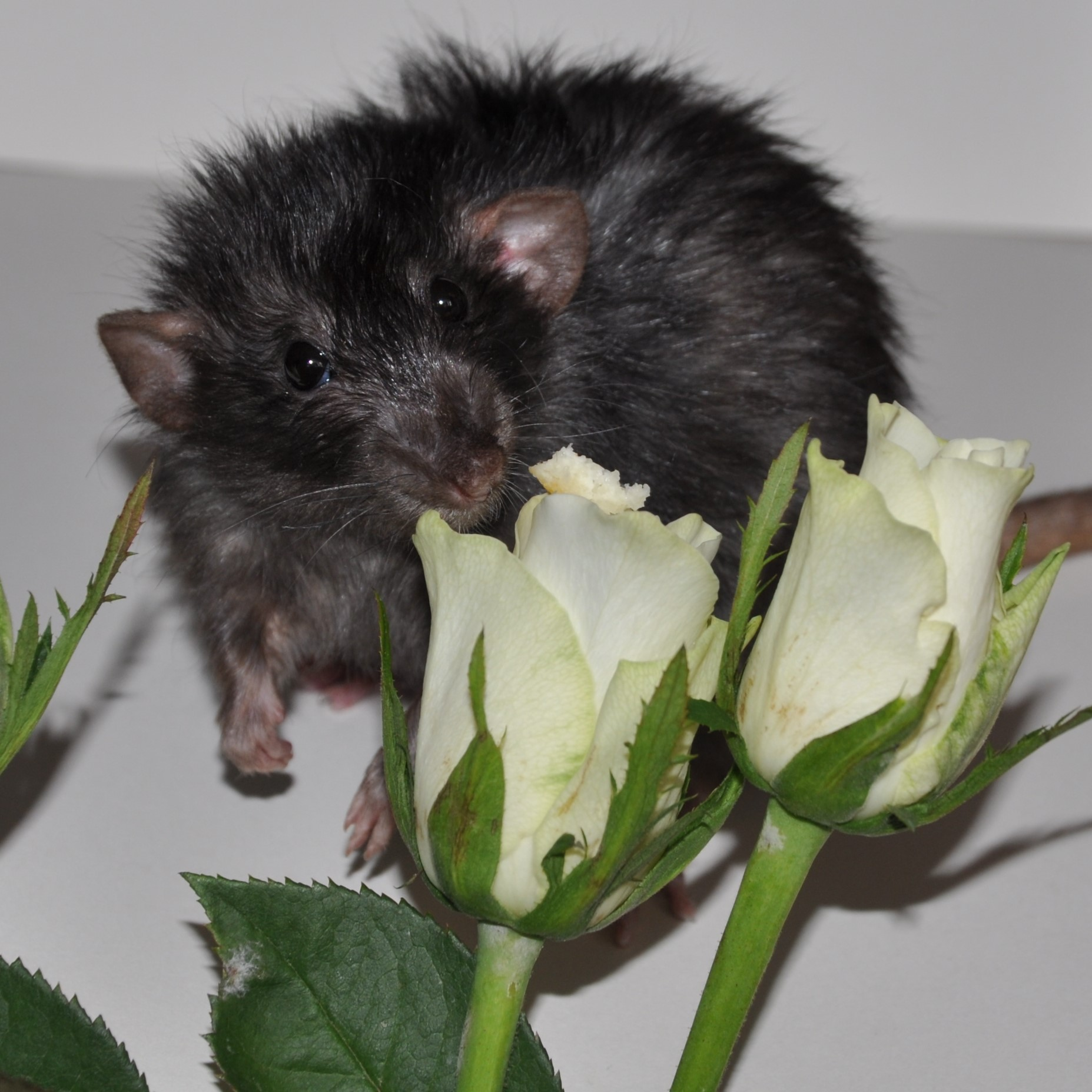
Декоративний довгошерстий Щур

Решта різновидів шерсті визначаються скоріше не самими шерстинами, а їх відсутністю:
- Дабл-рекс (Double-Rex) — декоративні щури, у яких ділянки, покриті шерстю, змінюються протягом усього життя.
- Пухові (Fuzz) — щури з дуже тонким, м'яким і коротким пушком по всьому тілу, їх шкіра тепла й оксамитова на дотик. На мордочці та нижній частині тіла більш довга й густа шерсть.
- Сфінкси (Hairless) — різновид лисих щурів. Може бути невеликий пушок над очима, на щиколотках і зап'ястках, на щоках і в паховій області. Сфінкси часто живуть менше звичайних щурів, вони більш схильні до застуди й набагато легше ранять шкіру, яка не захищена шерстю.

### Етика селекції
Серед любителів щурів існує суперечка щодо селекції. З одного боку, застосування методів селекції дозволяє розводити щурів, відповідних певному стандарту, а також виводити нові різновиди, завдяки чому й з'явилися декоративні щури. Однак народжуються й ті, які не відповідають стандартам. Пізніше цих щурів можуть віддати або продати як кормових тварин, або просто вбити. Крім того, є побоювання щодо етичності розведення безхвостих і лисих щурів. Хвіст дуже важливий для балансу щура та регулювання температури тіла. У безхвостих щурів можуть бути проблеми з кишкою, сечовим міхуром, деформації в області таза (наприклад, параліч задніх лап), також є великий ризик отримання теплового удару або падіння з висоти. Що стосується сфінксів, вони менше захищені від подряпин і холоду. Такі групи, як NFRS, заборонили показ цих різновидів на своїх заходах.

### Доступність
Оскільки сірі щури й споріднені з ними види розглядаються як шкідники, навмисне ввезення декоративних щурів у деякі країни регулюється. Наприклад, імпорт іноземних гризунів заборонений в Австралії. В інших країнах та регіонах, таких як канадська провінція Альберта, утримання домашніх щурів за межами шкіл, лабораторій та зоопарків є незаконним.

## Дресування і розумові здібності
Саманта Мартін, професійна дресирувальниця для фільмів, рекламних роликів і музичних кліпів, стверджує, що щури — одні з найбільш легких у навчанні тварин. Це пов'язано з їх пристосовністю, інтелектом й увагою. Однак вони не завжди виконують поставлені завдання. Декоративні щури допитливі та хитрі, наприклад, вони можуть навчитися відкривати клітку зсередини. Багато власників навчають своїх щурів різним командам і фокусам. Більшість декоративних щурів без проблем запам'ятовують своє ім'я і відгукуються на нього.
Для декоративних щурів, як і для багатьох інших домашніх тварин, влаштовуються виставки та конкурси, на яких власники можуть показати здібності своїх вихованців.
Якщо порівнювати розумові здібності декоративних щурів і їхніх диких родичів, то перевага належить диким щурам. Швидше за все, це обумовлено тим, що для виживання в дикій природі потрібно набагато більше хитрості й кмітливості, ніж у домашніх умовах.

## Психологія

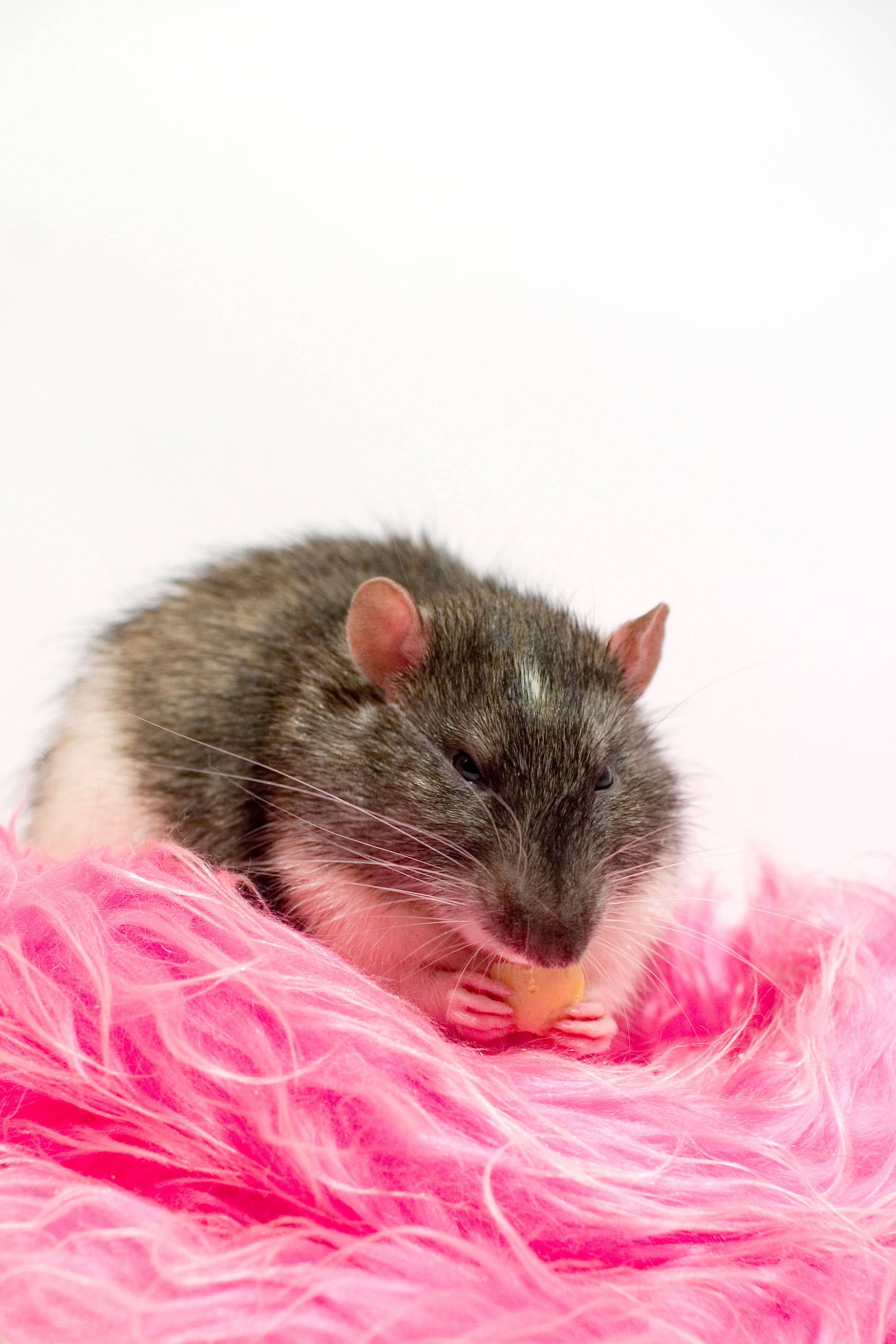
Самець щура

Щур — соціальна тварина. Дорослі самці б'ються між собою за місце в ієрархії. Бої можуть припинитися, коли визначиться альфа.
Джон Калхун в одному зі своїх ранніх дослідів створив ідеальні умови для життя щурів в просторі розміром 0,1 гектара. Через 27 місяців популяція щурів в цій місцевості становила 150 особин, хоча, за розрахунками, там повинно було бути 5 тисяч щурів. Скупченість була досить велика, щоб змінити поведінку тварин, внаслідок чого, не багато щурят досягали дорослого стану. Зазвичай самці досить лояльно сприймають молодняк, у якому не бачать конкурентів, однак при проведенні дослідження спостерігалися випадки нападу дорослих щурів на молодих. Зведення дорослих щурів може бути довгим і трудомістким процесом, оскільки вони будуть охороняти свої території.

### Агресивність
Декоративні щури виведені для дослідів у лабораторіях, де відбиралися спокійні, неагресивні особини. У результаті чого вони наразі майже нешкідливі. Проте, потрібно враховувати, що у стресових ситуаціях кривдника може вкусити будь-який щур. Це є ознакою того, що щур чимось незадоволений. Особливо агресивних особин не допускають до розмноження, бо декоративні щури повинні бути безпечними для людини.
Між собою щури можуть жорстоко битися. Найчастіше так себе ведуть самці під час статевого дозрівання (5-9 місяців). Крім цього, будь-який щур може накинутися на меншу тварину, захищати свою територію від сторонніх щурів або людини. Своє невдоволення вони показують тим, що шиплять, пирхають або кусають. Також ознаками агресії є встале дибки хутро, оголені, скреготливі зуби (сильніше, ніж при сточуванні), притиснуті вуха й напружене тіло.
Існують різні форми агресії. Деякі щури добре уживаються зі своїми родичами, але нападають на людей, інші агресивні з незнайомими щурами, а треті проявляють агресію тільки під час вагітності або годування. Зустрічаються щури, що конфліктують із конкретними особинами, і такі, які не терплять будь-яких інших щурів. Бувають вихованці, які ведуть себе агресивно через страх або стрес.
У щурів в агресивному стані було зареєстровано два типи ультразвукових сигналів. Це, по-перше, сигнали тривалістю 3-65 мс на частоті близько 50 кГц, і, по-друге, імпульси тривалістю до 3400 мс на частоті приблизно 25 кГц. Другі, імовірно, відбуваються під час довгих видихів покірних щурів при зниженій агресивності.

### Щури та інші домашні тварини
Декоративні щури, так само як їх предки, — соціальні тварини, і в більшості випадків уживаються зі своїми родичами. Однак щури — всеїдні тварини, тому утримувати їх з мишами або хом'яками небезпечно. Щури й птахи несумісні. Великі птахи становлять небезпеку для щурів, а дрібні є їхньої їжею. Існують приклади успішного утримання щурів з кроликами і морськими свинками, але для запобігання нещасних випадків краще поселити їх у різних клітинах і не допускати спільні прогулянки. Також не рекомендується допускати спільних прогулянок черепах і щурів.
Пес і кішка можуть співіснувати з щурами в одному приміщенні за відсутності близького контанкту, адже щур може стати здобиччю для більших тварин, поведінка яких непередбачувана.

## Раціон

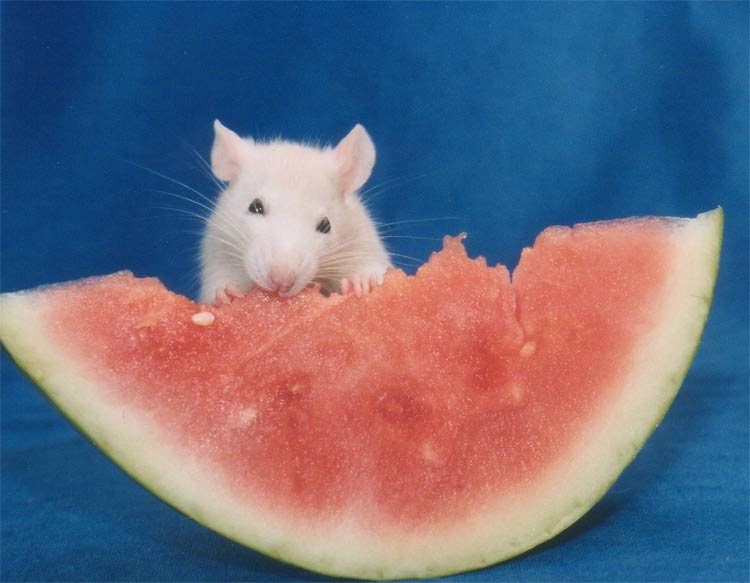
Ручний щур ласує кавуном

Щури всеїдні. Проте нормальний раціон щурів складається зі злаків, круп і невеликої кількості (до 10 %) насіння і горіхів, свіжих овочів і фруктів. Їжа тваринного походження менш корисна, і щури можуть без неї обходитися, але маложирні кисломолочні продукти (сир, йогурт, кефір), відварене м'ясо і риба, варені круто яйця здатні доповнити нестачу в рослинній їжі деяких білків, жирів, вітамінів і мікроелементів.
Як і всім гризунам, щурам треба точити постійно зростаючі передні зуби. Зазвичай пацюки здатні точити зуби один об одного, іноді у них в оселі можуть бути наявні придатні для цього предмети: деревина листяних порід дерев (у жодному разі не хвойних), крейдяні камені.

## Розмноження
Щури — плодовиті тварини. Одна самка може принести більше 14 щурят в одному посліді. Самка може завагітніти навіть у період годування потомства. У зв'язку з цим спільне утримання різностатевих тварин вкрай небажано. Стерилізація є обов'язковою для самиць у віці до 6 місяців (зазвичай після досягнення 150—200 г ваги самицею) для уникнення новоутворень та пухлин у майбутньому, але можлива й у більш старшому віці. Для самців стерилізація використовується переважно за медичними показаннями й для регулювання агресивності.

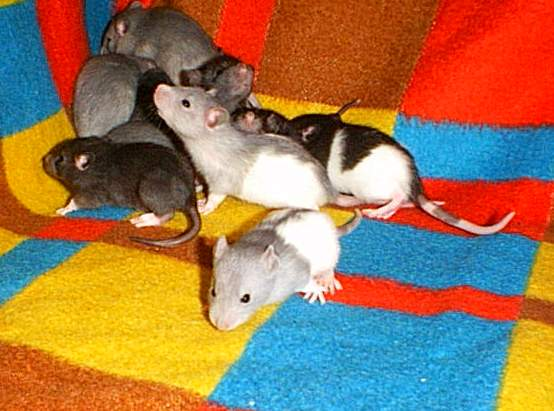
Пацючата

Тривалість вагітності у щурів зазвичай становить 21—24 дні. Через 12—24 годин після пологів самка може знову завагітніти, якщо перебуватиме поруч зі статевозрілим самцем, що є небажаним для її здоров'я. Після народження щурята повинні перебувати з матір'ю приблизно 5 тижнів, бо в цей час формується імунітет і відбувається навчання і соціалізація. У середньому самці стають статевозрілими у віці 6 тижнів, однак самки можуть завагітніти набагато раніше цього терміну. У 30—35 днів щурят-самців відділяють від матері та сестер задля запобігання вагітності останніх.
Для отримання здорового потомства перша в'язка самки можлива у віці від 6 місяців, самця після року, коли повністю формується його характер. У середовищі відповідальних заводчиків не прийнято отримувати від однієї самки більше 1—2 приплодів.

## Хвороби і старість

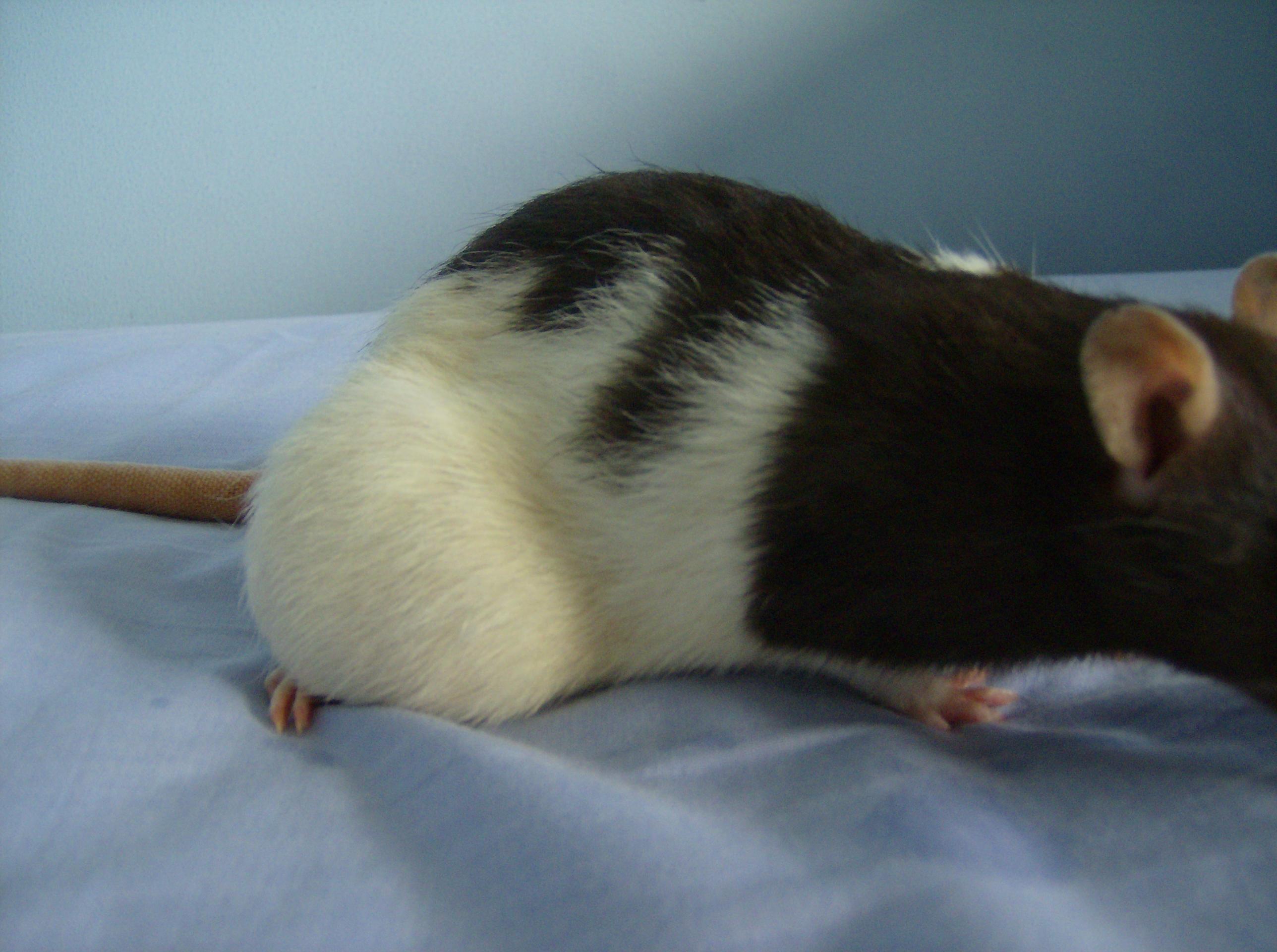
У декоративних щурів обох статей через старість можуть розвиватися пухлини молочної залози. Вони, як правило, доброякісні, але деякі з цих пухлин можуть зберегтися навіть після видалення.

Декоративні щури живуть недовго. Їхня середня тривалість життя становить менше 3 років. На неї впливають багато факторів, включно зі спадковістю, доглядом, збалансованим харчування і профілактикою захворювань. Серед людей існує думка, що при відповідному догляді декоративний щур може дожити до 5—7 років, але досвід щуроводів багатьох країн показує зворотне.
Домашнім щурам зазвичай вдається уникнути контактів із хвороботворними бактеріями, такими як сальмонела й синьогнійна паличка. За своє життя вони можуть не контактувати з тарганами, жуками або блохами, які є переносниками епідемічного висипного тифу та кишкових паразитів (наприклад, щурячого ціп'яка).
Фактори навколишнього середовища (наприклад, температура, вологість, протяги), неправильне харчування, а також навантаження, пов'язані з неприродним середовищем проживання, можуть негативно позначитися на здоров'ї гризуна, зробити його більш уразливим. Зокрема, хвороба Тіззера, протозойні інфекції (наприклад, зараження Giardia muris) і псевдотуберкульоз зазвичай спостерігаються у молодих щурів або тих, що знаходяться в стані стресу. Крім того, домашні щури можуть заразитися пневмококкозом (зоонозних захворюванням, підхопленим від людей). Гриб Pneumocystis carinii викликає у щурів пневмоцистну пневмонію, яка зазвичай протікає безсимптомно. Однак якщо імунна система гризуна ослаблена хворобою, інфекція може розвинутися.
Деякі хвороби дуже поширені, оскільки їх збудники (щурячий коронавірус, вірус Сендай і Mycoplasma pulmonis) легко передаються й швидко поширюються в лабораторіях, зоомагазинах і у заводчиків. Лабораторні щури мікоплазмою заражаються рідше.
У декоративних щурів також зустрічається мегаколон — і набутий, і генетично обумовлений. Останній частіше зустрічається у щурів з різними очима, блейзів, хаскі й інших щурів із великою кількістю білої шерсті (крім альбіносів), що пов'язано з неправильною міграцією пігментних клітин.
У декоративних щурів досить часто розвивається аденома гіпофіза (пухлина) і некроз хвоста (Ringtail) унаслідок низької вологості, високих температур або протягів. На місцях порізів і подряпин у щурів може з'явитися виразковий дерматит, викликаний стафілококами — зазвичай безпечними бактеріями, що живуть на поверхні шкіри.

### Шкода від хвойного наповнювача
У гризунів, що утримуються на хвойній підстилці, можуть руйнуватися клітини трахеї і легень, підвищуватися рівень ферментів у печінці. Крім того, до двотижневого віку смертність щурят, які розводилися на хвойному наповнювачі склала 56 %, у той час як в інших — 0,01 %. До того ж маса щуренят, що утримувалися на хвойному наповнювачі була на 23 % менше. Дослідження показали, що хвойні токсини впливають також на людину й інших тварин — люди, що працюють у деревообробній промисловості, мають більший ризик захворіти на рак дихальних шляхів, включно з раком гортані та астмою, а курчата, що утримуються на хвойному наповнювачі, більше схильні до респіраторних захворювань.

### Ризик для власників
Усі наземні ссавці можуть представляти ту чи іншу небезпеку для здоров'я людини, і пацюки не є винятком. В умовах дикої природи, у місцях природних вогнищ чуми (Казахстан, Китай, Монголія, Північно-Західний Прикаспій, Волго-Уральське межиріччя, Забайкалля, а також деякі інші території) пацюк може переносити збудників цього захворювання.
Пацюк не входить у список видів, що становлять загрозу для людини. У 2004 році в США стався спалах сальмонели. Вона була пов'язана з людьми, які утримували щурів. Однак встановлено, що розвиток сальмонельозу домашніх щурів, як і низка інших зоонозних захворювань, був викликаний контактами з дикими побратимами, випадковим зараженням у будинку власника, вживанням заражених продуктів харчування, води або наявністю заражених предметів у клітці.

## Ручні щури в культурі
Важко визначити, коли саме щури почали утримуватися як домашні тварини. Є кілька творів, які свідчать про те, що люди тримали у себе декоративних щурів у XIX—XX століттях. Так, Генрі Мейг'ю опублікував статті в газеті The Morning Chronicle , які в 1851 році були зібрані в книгу «Лондон робочий і Лондон бідний». У 1900-х дитяча англійська письменниця Беатріс Поттер почала публікувати свої книги, серед яких була казка про двох диких щурів Семюеля Віскерсе та його дружину Марті. Книга була присвячена щуру Семмі, якого Беатріс описувала як «інтелігентного червоноокого представника переслідуваної (але невгамовної) раси, ласкавого маленького друга й найдосвідченішого злодія».
Зазвичай у художніх творах зображуються дикі сірі щурі. У літературі й кінематографі щури зазвичай є засобом розкриття характеру негативних, підлих персонажів. Так, шкідлива стара Шапокляк є власницею щурині Лариски. Боягузливий зрадник, анімаг і слуга Волан-де-Морта — Пітер Петіґру — у серії творів Дж. К. Роулінг про Гаррі Поттера, виступає в образі щура. Короткий роман «Записки людини-щура» Стівена Гілберта став основою для фільмів жахів Віллард (1971 і 2003 років) і Бен. Тут головний герой знайомиться з пацюками і стає їхнім другом, через що історія закінчується трагедією.
У той час як у багатьох фільмах і книгах, як правило, підкреслюється недоброзичливість щурів, в інших вони виступають у ролі доброзичливих домашніх вихованців. Таким у серіалі Доктор Хаус представлений «Стів Макквін», а в книзі Олександра Ященка –м щур на ім'я Хруп (Хруп: Спогади щура-натураліста). У дилогії білоруської письменниці Ольги Громико «Рік Щура» проводиться паралель між людьми і щурами: гризуни не раз допомагають головним героям у важких ситуаціях, коли допомоги чекати нізвідки.
Багато хто знає мультфільм Рататуй (2007 рік). Його головного героя — Ремі, американський кінокритик Роджер Еберт описав, як старанного, милого, повного рішучості й обдарованого щурятка.

### Організації
- The National Fancy Rat Society [Архівовано 5 лютого 2008 у Wayback Machine.](англ.)
- The American Fancy Rat and Mouse Association [Архівовано 31 жовтня 2021 у Wayback Machine.](англ.)
- Rat & Mouse Club of America [Архівовано 3 травня 2020 у Wayback Machine.](англ.)